# Ozarba reussi
Ozarba reussi är en fjärilsart som beskrevs av Embrik Strand 1911. Ozarba reussi ingår i släktet Ozarba och familjen nattflyn. Inga underarter finns listade i Catalogue of Life.